# Сагмосаванк
Сагмосаванк (вірм. Սաղմոսավանք) — монастир, заснований у XIII столітті в історичній провінції Арагацотн. Розташований за 5 км на північ від села Сагмосаван марзу Арагацотн Республіки Вірменія.

## Історія
Як і Ованаванський монастир, Сагмосаванк розташований над високою ущелиною біля річки Касах. Церква Сіон в цьому монастирі (1215), і церква Святого Карапета в Ованаванку (1216–1221) були засновані Ваче Вачутяном. Вони належать до одного типу, що має розкішний хрест і високі куполи. Храми мають кілька куполів, що відбображаються зовні.